# Инфобис
«Инфобис» — саратовская компания, разработчик SaaS-системы «Агросигнал» для планирования, контроля и учёта сельскохозяйственных работ.
Основана в 2004 году программистами Павлом Линником, Владимиром и Андреем Коршуновыми. В 2011 году начали устанавливать на сельхозтехнику передатчики GPS/«Глонасс», датчики уровня топлива, магнитные карты для трактористов, в 2014 году для обработки данных с этих датчиков была разработана программа «Агросигнал». В 2015 году системой пользовались 50 сельхозпредприятий Саратовской области, выручка составляла 3,9 млн руб., к 2016 году систему стали использовать 122 хозяйства в разных регионах России, выручка составила 42 млн руб. К 2018 году к системе было подключено 262 трактора, комбайна и грузовика первого заказчика — агрофирмы «Рубеж», под наблюдением было 100 тыс. га земли.
В 2017 году ФРИИ инвестировал в развитие платформы 100 млн рублей, получив 30 % компании. В январе 2020 года 25 % компании приобретено фирмой «Диджитал Агро».
По состоянию на 2020 год «Агросигналом» пользуются более 250 компаний в 24 российских регионах; в Саратовской области 64 % сельхозугодий обслуживаются системой.
С 2021 года компания активно масштабирует свои решения за пределы России. В 2023 году началась экспансия на рынки Восточной Европы и Центральной Азии.
Деятельность
Основной продукт компании — АгроСигнал — комплексная цифровая платформа для управления агробизнесом. Система охватывает ключевые направления: планирование, мониторинг техники, контроль полевых работ, аналитика, агроскаутинг, картирование и автоматизация учёта. Согласно данным компании, по состоянию на 2024 год платформу используют более 400 агропредприятий, а совокупная площадь хозяйств, подключённых к системе, превышает 9,5 млн гектаров.
Система активно применяется в России, Казахстане и Беларуси. Платформа интегрируется с оборудованием различных производителей, включая агродроны, метеостанции, системы RTK-навигации и АЗС-контроллеры. Также поддерживается синхронизация с 1С и ERP-системами предприятий.
Продукты и модули
АгроСигнал.Управление — система управления производственным циклом
АгроСигнал.Планирование — цифровой инструмент для создания технологических карт и БДР
АгроСигнал.Скаутинг — приложение для агрономов с мобильными шаблонами обследований
АгроСигнал.Картирование — модуль для геоинформационного анализа полей
АгроСигнал.Автовесовая — автоматизация учёта массы продукции
АгроСигнал.АЗС-Интегратор — контроль ГСМ и заправок
Признание и партнёрства
Система «АгроСигнал» признана одним из ведущих решений в сфере цифровизации сельского хозяйства. Компания сотрудничает с Минсельхозом, ВНИИЭСХ и аграрными вузами, включая Саратовский ГАУ, где внедряется в образовательные программы.
Компания регулярно участвует в профильных агрофорумах: «Золотая осень», «АГРОТЕК Россия», «AgroWorld», а также в международных выставках. 